# LAR-160
LAR-160 je izraelski 160 mm višecijevni raketni lanser. Sam lanser ima domet od 45 km a proizvodi ga izraelska vojna industrija IMI. Sustav se može se montirai na šasiju kamiona, tenka ili borbenog oklopnog vozila. Osim za kopnenu vojsku, postoji i mornarička inačica NAVLAR.
LAR-160 se sastoji od dva lansera a svaki od njih (ovisno o modelu) ima 13 - 18 cijevi za postavljanje raketa.

## Korisnici
- Izrael: 50 lansera je u izraelskoj vojnoj službi.[1]
- Argentina: argentinska vojska koristi lanser montiran na šasiju vlastitog TAM tenka te nosi oznaku CAL 160.[1]
- Azerbajdžan[2][3]
- Čile[1]
- Gruzija[4] gruzijska vojska koristila je raketni sustav 2008. godine tijekom Rata u Južnoj Osetiji protiv ruskih tenkovskih jedinica.
- Rumunjska: u zajedničkom projektu rumunjske tvrtke Aerostar te izraelskog IMI-ja razvijen je LAROM koji je u službi rumunjske vojske.[1]
- Venezuela: raketni lanseri su montirani na šasiju francuskog lakog tenka AMX-13.[1]

## Vidjeti također
- LAROM

## Vanjske poveznice
- LAR-160 System  Arhivirana inačica izvorne stranice od 21. ožujka 2015. (Wayback Machine)
- LYNX - Advanced Artillery Rockets & Autonomous Launching System  Arhivirana inačica izvorne stranice od 12. lipnja 2011. (Wayback Machine)